# Педерсен, Эрик
Эрик Педерсен (дат. Erik Pedersen; 29 сентября 1958 — 20 января 2013) — датский шахматист, международный мастер (1986).

## Шахматная карьера
Чемпион Дании 1990 г. Серебряный призёр чемпионата Дании 1987 г.
В составе национальной сборной Дании участник двух командных чемпионатов Европейского экономического сообщества (1978 и 1980 гг.; в 1980 г. сборная завоевала бронзовые медали).
В составе команды «Nordre SK» двукратный участник Кубков европейских клубов (1982 и 1984 гг.).
Победитель международных турниров в Трнаве (1985 г.) и Лондоне (1986 г.).
Участник юниорских чемпионатов Европы (1977 / 78 и 1978 / 79 гг.).
Наивысшего рейтинга достиг 1 января 1987 года, с отметкой 2415 пунктов занимал 6 позицию в рейтинге датских шахматистов.

## Спортивные результаты
| Год  | Город      | Соревнование                          | + | − | = | Результат | Место |
| ---- | ---------- | ------------------------------------- | - | - | - | --------- | ----- |
| 1978 | Хорсенс    | Чемпионат Дании                       | 1 | 3 | 7 | 4½ из 11  | 9—11  |
| 1979 | Ольборг    | Чемпионат Дании                       | 2 | 3 | 6 | 5 из 11   | 9     |
| 1980 | Оденсе     | Чемпионат Дании                       | 1 | 1 | 9 | 5½ из 11  | 6—8   |
| 1983 | Копенгаген | Чемпионат Дании                       | 3 | 5 | 3 | 4½ из 11  | 10—11 |
| 1984 | Ольборг    | Чемпионат Дании                       | 3 | 1 | 7 | 6½ из 11  | 4—5   |
| 1985 | Нествед    | Чемпионат Дании                       | 2 | 4 | 5 | 4½ из 11  | 9—11  |
| 1987 | Хольстебро | Чемпионат Дании                       | 3 | 1 | 7 | 6½ из 11  | 2     |
| 1990 | Раннерс    | Чемпионат Дании                       | 4 | 0 | 7 | 7½ из 11  | 1—2   |
|      |            | Матч за первое место против О. Кролла | 2 | 0 | 1 | 2½ из 3   | 1     |

## Изменения рейтинга
| Графики недоступны из-за технических проблем. См. информацию на Фабрикаторе и на mediawiki.org. |